# San Antonio Cañada
San Antonio Cañada là một đô thị thuộc bang Puebla, México. Năm 2005, dân số của đô thị này là 4518 người.